# Jim Valvano

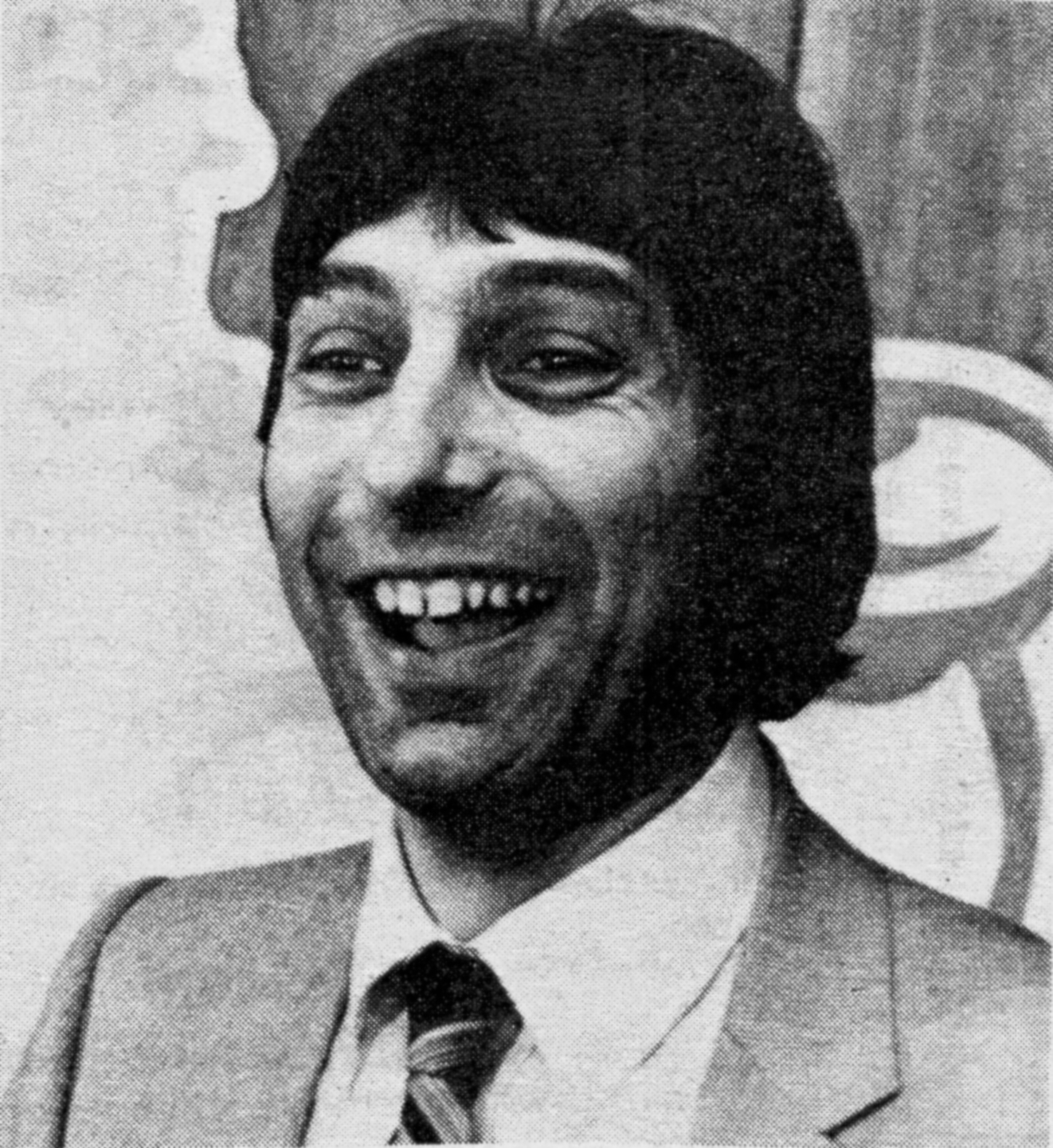
Jim Valvano

James Thomas Anthony Valvano (* 10. März 1946 in Queens, New York; † 28. April 1993 in Durham, North Carolina), genannt Jimmy V, war ein US-amerikanischer Basketballtrainer. Bekannt ist er durch seine Zeit als Trainer der North Carolina State University, mit der er 1983 die NCAA-Division-I-Meisterschaft gewann.

## Laufbahn
Nach einem Studium an der Rutgers University (1964–67) wurde Valvano Trainer an der Johns Hopkins University. Die Mannschaft schaffte dank ihm die erste Saison seit 24 Jahren mit einer positiven Bilanz. Von 1972 bis 1975 war Valvano Trainer an der Bucknell University sowie von 1975 bis 1980 am Iona College. Anschließend wechselte er zu North Carolina State.
Im 1983er Finale schlug die Mannschaft als krasser Außenseiter die Cougars der University of Houston um Hakeem Olajuwon und Clyde Drexler. Der Dunk durch Lorenzo Charles kurz vor Spielende zum 54:52-Endstand gilt als einer der bekanntesten und symbolträchtigsten Momente in der Geschichte der NCAA-Basketball-Meisterschaft.
1990 wechselte Valvano als Kommentator zum Sportsender ESPN und arbeitet dort bis kurz vor seinem Tod. Nach zehnmonatigem Kampf gegen Krebs starb Valvano mit gerade 47 Jahren. Er galt als einer der talentiertesten Trainer des College-Basketballs. Kurz vor seinem Tod gründete Valvano mit Unterstützung ESPNs die „Jimmy V“-Stiftung zugunsten der Krebsforschung.
2023 wurde er in die Naismith Memorial Basketball Hall of Fame aufgenommen.